# Yetas de Abajo
Yetas de Abajo es una localidad española perteneciente al municipio de Nerpio, provincia de Albacete de la comunidad autónoma de Castilla-La Mancha.  Se encuentra situada en la comarca de la Sierra del Segura (Albacete). Linda al noreste con Letur (Albacete) a una distancia 35,7 kilómetros, al noroeste Yeste (Albacete) a 35 kilómetros y al sur Nerpio (Albacete) a 17, 8 Kilómetros. 

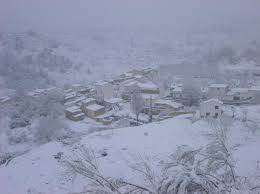

## Cortijos
Yetas está compuesto por un conjunto de quince cortijos, Yetas de Arriba, El Morrico, El Ráute, las Herrerías, la Umbria, La Plilíca,  Prado Redondo, Guillén, La Casa Heredia, La Solana, La Toba, El Molino de Arriba, El Molino de Abajo, La Tejera, Las Quebradas y por último Yetas de Abajo que es el núcleo principal de toda la Aldea. 
La mayoría de estos cortijos, están en la actualidad despoblados, exceptuando, aunque con muy pocos habitantes, Yetas de Abajo.

## Geografía

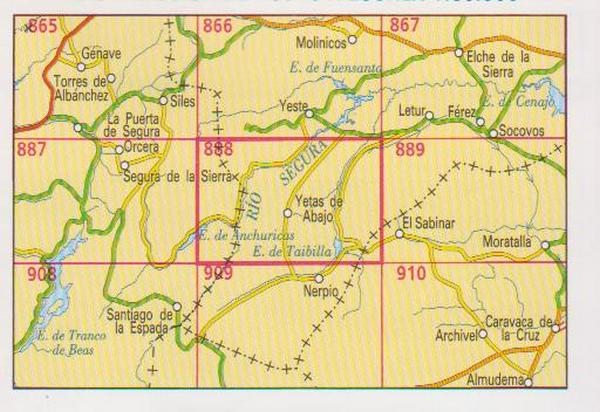

Yetas de Abajo se encuentra en una ladera montañosa. Situada entre los grandes calares del Río Mundo, La Sima y La Sierra de las Cabras. Más concreta mente, esta aldea está situada entre Mingarnado y el Collado de Lagos que da paso a La Graya aldea vecina. Estos parajes albergan los embalses del Taibilla (Nerpio) y el de la Fuensanta (Yeste). Su tierra es fértil dedicada principalmente al olivo, árboles frutales y maíz así como al almendro.

## Trascendencia Histórica
Es más que probable que durante la Prehistoria hubiese asentamientos de personas debido a las condiciones elementales para vivir en el lugar. Nerpio, pueblo vecino y al que pertenece la aldea, presenta pruebas de ello en su Arte Rupestre declarado patrimonio de la Humanidad por la UNESCO. 
El nombre del Poblado de Yetas, trasciende del latín, su nombre original es "Villae de Iettus" que traducido al castellano, significa Villa de Iettus, se trataba en sus orígenes de un caserío de un emigrante de la antigua Roma, que vivió en este emplazamiento, debido a su buena ubicación y tierras fértiles, en 1935 un vecino de la aldea, encontró una lápida romana. El paso de los romanos se ve evidenciado por el sistema de regadío de la aldea. Más tarde en la época Medieval la Sierra del Segura estuvo ocupada por los musulmanes, que crearon una serie de torres o fortalezas para proteger el territorio, con sede en Yeste donde se encuentra el Castillo de origen musulmán, esta fortaleza, poseía torres estratégicas a lo largo del valle, en Vizcable, en Yetas, concreta mente encima de La Toba, Torre de Nerpio y el castillo de La Tercia en Pedro Andrés. Esta red de torres pertenecieron más tarde a la Orden de Santiago. En la actualidad solo se conservan la torre de Vizcable, el castillo de la Tercia y el castillo de Yeste.
Yeste queda encuadrada, por virtud de Tratado de Alcaraz de 1243, en el Reino de Murcia. Años más tarde, le fue concedido el privilegio de Villazgo y fue convertida en encomienda y vicaría de la Orden de Santiago, siendo centro político y religioso de una amplia comarca a la que pertenecían las poblaciones vecinas de Nerpio, Taibilla, Letur, Liétor, Férez, Moratalla, Socovos y Yeste.
Yetas vivió tras esta encomienda un alto crecimiento, y servía de lugar de paso y descanso de los lugareños de la sierra que viajaban a Yeste para trámites políticos y religiosos, Nerpio fue la principal fuente de flujo de transeúntes, debido a que Yetas se encuentra en el centro entre Nerpio y Yeste. 
Simón López García nació en Yetas el 11 de abril de 1744 y tras una larga formación, primero en el colegio Jesuita de Caravaca de la Cruz y posteriormente en Murcia donde estudió filosofía y Teología en La Purísima Concepción, ingreso en la Congregación de San Felipe Nerí. En 1811 fue elegido representante por la Provincia de Murcia en las Cortes de Cádiz, donde defendió los intereses de privatización de la iglesia. Como recompensa fue nombrado Obispo de Orihuela en 1815 por el Rey Fernando VII de España.
Su actuación fue muy importante para la Sierra del Segura, uno de sus trámites fue el impulso a la construcción de la Iglesia de Yetas a finales del siglo XVIII gracias a su influencia en el Oratorio de Murcia en esa época y a la financiación por parte del Obispado de Cartagena.

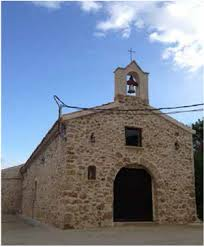
Iglesia con su actual reforma.

La iglesia de Yetas es parroquia y en ella habitó un párroco durante todo el siglo XIX, se creó La Cofradía de las Ánimas de Yetas en 1772 y se nombró como patrón de Yetas San José. La iglesia fue destruida durante la Guerra Civil en un incendio, provocado por miembros poco ortodoxos de la CNT Y UGT, destrozando su aspecto inicial, aún se conserva su estructura, posteriormente fue restaurada. Uno de los legados de la Cofradía son las canciones y letras de los "Animeros de Yetas". 
En 1851 se disolvió la Orden de Santiago, que supondría una nueva organización en la jurisdicción eclesiástica de la Sierra del Segura, de modo que desde ese momento Letur y Nerpio pasarían a depender del Obispado De Cartagena.  En Yetas dicha jurisdicción se dejó notar de forma acusada no solo dejando a la parroquia ausente de sacerdote, sino porque perdió un enorme flujo de transeúntes entre Nerpio a Yeste dejando de pasar así por la aldea. 
En la década de 1940, Yetas contaba con casi un millar de habitantes, pero la falta de recursos económicos obligaron,  a la emigración de muchos de sus habitantes, sobre todo de los que vivían únicamente del campo,  en busca de un mejor porvenir a otros lugares más desarrollados industrialmente. 
Yetas es de tierra fértil y su principal actividad económica era y es,  la agricultura, como tantos lugares de España antes de la incipiente e interrumpida industrialización.  Industria paralizada durante el periodo de la Guerra Civil Española, posguerra y dictadura que la retrasaron,  siempre teniendo en cuenta que España tuvo una lenta industrialización desde los orígenes de esta a mediados del siglo XIX y tan solo fue posible en algunas zonas de España como en la costa Norte dedicada a la siderurgia y Cataluña dedicada a la textil.  España retomó esta actividad a partir de los años sesenta y su mayor esplendor lo vivo en la década de los ochenta con un país ya conformado por la industria. Estos factores que retrasaron la Industria del País son los que nos alejan económicamente de otros países europeos con una industria más temprana y por lo tanto más consolidada. 
La masiva despoblación de la pedanía de Yetas, se produjo entre el periodo de 1965 y 1980 con destino en su mayoría, a la zona del Mediterráneo. Solo quedaron aquellos que poseían pequeños negocios o familias que ya no esperaban otro por venir más que la agricultura.

## Turismo
La gran parte de la economía proviene principalmente del turismo, el principal interés para los turistas, es la naturaleza, debido a su posición geográfica, llena de huertas , entre montañas y el río a sus pies. Su naturaleza dispone de rutas de senderismo, BTT, escalada, ruta de encinas milenarias etc. La Iglesia, del siglo XVIII (Reformada) dentro de ella existe una exposición de fotos antiguas.  Dispone de 7 casas rurales cerca de la aldea, tres de ellas en la Aldea de Yetas de Abajo y las otras cuatro en, Guillen, Las Herrerías, El Morrico y La Toba respectivamente. Posee Hospedería rural con restaurante. La creación en 2011 de la estación de anillamiento de aves en Yetas, debido a su proliferante fauna, y con la colaboración inherente de organización Alas para Nerpio , ha trascendido a un turismo de tipo profesional enfocada a la Ornitología. Esta caseta ubicada cerca del río permite observar las aves.

## Gastronomía
véase Gastronomía de la provincia de Albacete
Destacan el Ajo pringue, el gazpacho manchego, las hojuelas, el alfajor, las migas, ollas de la zona y el cabrito celtibérico (Producto de la zona).

## Cultura
- Los "Animeros de Yetas" es un grupo de músicos conformado por vecinos de la aldea que utilizan principalmente la guitarra española.

- Escritor y profesor José Ángel Martínez Fernández autor del libro: Yetas: Entre la razón y el corazón <ref>Martínez Fernández J.Á: Entre la razón y el corazón </